# Campeonato de Primera División 2017 (Pergamino)
El  Campeonato de Primera División 2017 fue la centésima quinta edición del Torneo de Primera División organizado por la Liga de Fútbol de Pergamino. Inició el 1° de abril de 2017 y terminará el mismo año. Participan un total de 22 equipos.

## Ascensos
| Pos. | Ascendidos a Primera División 2017 |
| ---- | ---------------------------------- |
| 1.°  | Juventud Obrera                    |
| 2.°  | Acevedo                            |

## Equipos participantes
| Equipos                          | Ciudad          |
| -------------------------------- | --------------- |
| Atl. Acevedo                     | Acevedo         |
| Argentino                        | Pergamino       |
| Argentino                        | Mariano Alfonzo |
| Dep. Arroyo Dulce                | Salto           |
| Compañía General de Buenos Aires | Pergamino       |
| Douglas Haig                     | Pergamino       |
| El Socorro                       | Pergamino       |
| Gelly                            | General Gelly   |
| Hernández                        | Pergamino       |
| Juventud                         | Pergamino       |
| Juventud Obrera                  | Manuel Ocampo   |
| Leandro N. Alem                  | Pergamino       |
| Pinzón                           | Pergamino       |
| Progresista Guerrico             | Pergamino       |
| Provincial                       | Pergamino       |
| Racing                           | Pergamino       |
| Rancagua                         | Rancagua        |
| Sirio Libanés                    | Pergamino       |
| SC Pergamino                     | Pergamino       |
| Trafico's Old Boys               | Pergamino       |
| Urquiza                          | Urquiza         |
| Viajantes Pergamino              | Pergamino       |

## Sistema de disputa
El torneo inicia con una primera fase dividida en 2 grupos de 11 equipos cada uno. Competirán bajo el sistema de todos contra todos a 2 ruedas y quedará un club libre por fecha.

## Tabla de posiciones
| Pos. | Equipo              | Pts. | PJ | PG | PE | PP | GF | GC | Dif. |
| ---- | ------------------- | ---- | -- | -- | -- | -- | -- | -- | ---- |
| 1.º  | Juventud            | 43   | 19 | 13 | 4  | 2  | 35 | 10 | 25   |
| 2.º  | Argentino           | 40   | 19 | 12 | 4  | 3  | 34 | 18 | 16   |
| 3.º  | Viajantes Pergamino | 32   | 18 | 9  | 5  | 4  | 20 | 12 | 8    |
| 4.º  | Argentino (MA)      | 31   | 19 | 9  | 4  | 6  | 34 | 24 | 10   |
| 5.º  | Juventud Obrera     | 27   | 18 | 6  | 9  | 3  | 25 | 17 | 8    |
| 6.º  | Douglas Haig        | 25   | 18 | 6  | 7  | 5  | 25 | 24 | 1    |
| 7.º  | Racing              | 22   | 18 | 7  | 1  | 10 | 22 | 31 | −9   |
| 8.º  | Leandro N. Alem     | 19   | 19 | 5  | 4  | 10 | 23 | 29 | −6   |
| 9.º  | SC Pergamino        | 18   | 18 | 5  | 3  | 10 | 15 | 29 | −14  |
| 10.º | Atl. Acevedo        | 16   | 18 | 4  | 4  | 10 | 15 | 26 | −11  |
| 11.º | Hernández           | 6    | 18 | 1  | 3  | 14 | 13 | 41 | −28  |

## Resultados
| Hernández              | 1 - 3 | Racing              |
| Leandro N. Alem        | 3 - 2 | Acevedo             |
| Douglas Haig           | 3 - 1 | SC Pergamino        |
| Argentino (MA)         | 0 - 3 | Viajantes Pergamino |
| Juventud               | 3 - 0 | Argentino           |
| Libre: Juventud Obrera |       |                     |

| Viajantes Pergamino | 0 - 1 | Juventud        |
| SC Pergamino        | 1 - 4 | Argentino (MA)  |
| Acevedo             | 2 - 4 | Douglas Haig    |
| Racing              | 1 - 3 | Leandro N. Alem |
| Juventud Obrera     | 2 - 1 | Hernández       |
| Libre: Argentino    |       |                 |

| Leandro N. Alem  | 2 - 4 | Juventud Obrera     |
| Douglas Haig     | 4 - 1 | Racing              |
| Argentino (MA)   | 3 - 1 | Acevedo             |
| Juventud         | 3 - 1 | SC Pergamino        |
| Argentino        | 3 - 2 | Viajantes Pergamino |
| Libre: Hernández |       |                     |

| SC Pergamino               | 0 - 2 | Argentino       |
| Acevedo                    | 1 - 5 | Juventud        |
| Racing                     | 1 - 5 | Argentino (MA)  |
| Juventud Obrera            | 2 - 2 | Douglas Haig    |
| Hernández                  | 0 - 2 | Leandro N. Alem |
| Libre: Viajantes Pergamino |       |                 |

| Douglas Haig           | 0 - 0 | Hernández       |
| Argentino (MA)         | 0 - 1 | Juventud Obrera |
| Juventud               | 2 - 0 | Racing          |
| Argentino              | 0 - 0 | Acevedo         |
| Viajantes Pergamino    | 1 - 0 | SC Pergamino    |
| Libre: Leandro N. Alem |       |                 |

| Acevedo             | 0 - 1 | Viajantes Pergamino |
| Racing              | 0 - 2 | Argentino           |
| Juventud Obrera     | 2 - 4 | Juventud            |
| Hernández           | 0 - 2 | Argentino (MA)      |
| Leandro N. Alem     | 0 - 1 | Douglas Haig        |
| Libre: SC Pergamino |       |                     |

## 2° Division
| Pos. | Equipo               | Pts. | PJ | PG | PE | PP | GF | GC | Dif. |
| ---- | -------------------- | ---- | -- | -- | -- | -- | -- | -- | ---- |
| 1.º  | Sirio Libanés        | 41   | 19 | 12 | 5  | 2  | 43 | 17 | 26   |
| 2.º  | Progresista Guerrico | 35   | 18 | 9  | 8  | 1  | 45 | 22 | 23   |
| 3.º  | Provincial           | 34   | 19 | 10 | 4  | 5  | 36 | 17 | 19   |
| 4.º  | Rancagua             | 33   | 19 | 10 | 3  | 6  | 30 | 25 | 5    |
| 5.º  | Trafico's Old Boys   | 29   | 18 | 8  | 5  | 5  | 31 | 21 | 10   |
| 6.º  | Atl. Arroyo Dulce    | 27   | 19 | 7  | 6  | 6  | 28 | 29 | −1   |
| 7.º  | Gelly                | 23   | 18 | 6  | 5  | 7  | 31 | 36 | −5   |
| 8.º  | El Socorro           | 22   | 19 | 6  | 4  | 9  | 27 | 40 | −13  |
| 9.º  | Pinzón               | 16   | 18 | 4  | 4  | 10 | 19 | 40 | −21  |
| 10.º | Urquiza              | 14   | 18 | 3  | 5  | 10 | 26 | 40 | −14  |
| 11.º | Compañía General BA  | 6    | 19 | 1  | 3  | 15 | 18 | 47 | −29  |

## Resultados
| Trafico's Old Boys   | 1 - 1 | Pinzón              |
| Sirio Libanés        | 2 - 0 | Urquiza             |
| Progresista Guerrico | 5 - 1 | Compañía General BA |
| Provincial           | 2 - 0 | Gelly               |
| El Socorro           | 3 - 1 | Rancagua            |
| Libre: Arroyo Dulce  |       |                     |

| Gelly               | 3 - 3 | El Socorro           |
| Compañía General BA | 1 - 1 | Provincial           |
| Urquiza             | 1 - 1 | Progresista Guerrico |
| Pinzón              | 2 - 3 | Sirio Libanés        |
| Arroyo Dulce        | 0 - 2 | Trafico's Old Boys   |
| Libre: Rancagua     |       |                      |

| Sirio Libanés             | 1 - 1 | Arroyo Dulce        |
| Progresista Guerrico      | 4 - 0 | Pinzón              |
| Provincial                | 2 - 1 | Urquiza             |
| El Socorro                | 2 - 0 | Compañía General BA |
| Rancagua                  | 5 - 1 | Gelly               |
| Libre: Trafico's Old Boys |       |                     |

| Compañía General BA | 1 - 0 | Rancagua             |
| Urquiza             | 2 - 2 | El Socorro           |
| Pinzón              | 0 - 1 | Provincial           |
| Arroyo Dulce        | 3 - 3 | Progresista Guerrico |
| Trafico's Old Boys  | 1 - 2 | Sirio Libanés        |
| Libre: Gelly        |       |                      |

| Progresista Guerrico | 5 - 2 | Trafico's Old Boys  |
| Provincial           | 3 - 0 | Arroyo Dulce        |
| El Socorro           | 1 - 3 | Pinzón              |
| Rancagua             | 4 - 1 | Urquiza             |
| Gelly                | 2 - 1 | Compañía General BA |
| Libre: Sirio Libanés |       |                     |

| Urquiza                    | 2 - 3 | Gelly                |
| Pinzón                     | 1 - 3 | Rancagua             |
| Arroyo Dulce               | 3 - 0 | El Socorro           |
| Trafico's Old Boys         | 2 - 1 | Provincial           |
| Sirio Libanés              | 2 - 2 | Progresista Guerrico |
| Libre: Compañía General BA |       |                      |